# السويقة
السويقة هي سوق في مدينة حلب القديمة يقع بين حي الفرافرة والجامع الكبير  يعود بناؤه إلى الفترة البيزنطية في الفرن الخامس الميلادي، أصل كلمة سويقة تعني سوق صغير في حي.
تقسم السويقة إلى قسمان:
- سويقة حاتم: وتقع في الجهة الجنوبية بالقرب من الجامع الكبير.
- سويقة علي: وجاءت تسميتها من قبر رجل كان في هذه المنطقة اسمه علي.

لعبت السويقة دور تجاري هام في القرن الثامن عشر وفتحت للتجارة الكبيرة، ففيها عدة خانات وقيسريات ومخازن وحمامان وجامع. اختصت سويقة علي منذ الخمسينات ببيع الأواني البللورية والأواني والأمشاط المصنوعة من العظم والأدوات المنزلية الخشبية، وكانت بعض العائلات اليهودية تستورد بعض السلع من ألمانيا وتبيعها هناك. ولا تزال سويقة علي حتى اليوم مختصة ببيع الأدوات المنزلية والأواني على نحو واسع، بالإضافة إى مشاغل السكاكر، ومطاحن الزعتر.
تتميز سويقة علي بطابعها العمراني المتميز وترتبط بأسواق مدينة حلب القديمة دون أن تكون امتدادا لها، وفي نهاية سويقة علي من الجهة الشمالية (أي على بعد 250 متر من أسواق المدينة القديمة) تتفرع إلى عدة فروع على شكل أسواق متخصصة باختصاصات معينة كالأحذية، والمنتجات التقليدية والألعاب.